# Jaime Vergara
Pour les articles homonymes, voir Vergara.
Vergara  Caro est un nom espagnol. Le premier nom de famille, en général paternel, est Vergara ; le second, en général maternel, souvent omis, est Caro.
Jaime Andrés Vergara Caro (né le 12 juin 1987 à Armero-Guayabal) est un coureur cycliste colombien.

## Palmarès et classements mondiaux

### Palmarès
- 2003
  -  Champion de Colombie sur route cadets
  - 2e du championnat de Colombie du contre-la-montre cadets
- 2009
  -  Champion de Colombie sur route espoirs
  - 5e étape du Tour de Colombie espoirs
  - Prologue du Tour de Colombie (contre-la-montre par équipes)
- 2010
  - 11e étape du Tour de Colombie
- 2012
  - 9e étape de la Vuelta a la Independencia Nacional
- 2015
  - Volta ao Ribeiro

### Classements mondiaux
| Année            | 2006 | 2007 | 2008 | 2009 | 2010 | 2011 | 2012 |
| ---------------- | ---- | ---- | ---- | ---- | ---- | ---- | ---- |
| UCI America Tour | 204e | nc   | nc   | 419e | nc   | nc   | 269e |